# Easy Going (gruppo musicale)
Gli Easy Going sono stati un gruppo musicale italiano di disco music, prodotto da Claudio Simonetti e Giancarlo Meo.

## Storia
Il gruppo prese il nome dall'omonimo locale gay romano, che aprì nel 1978 a due passi da Piazza Barberini, nascosto nella salita di via della Purificazione al numero 9, al tempo frequentato dalla scena alternativa e dello spettacolo romano, ma anche da musicisti e attori internazionali che erano nella capitale per i loro film..
Il primo album, Easy Going, uscì nel 1978 per volere di Claudio Simonetti. Conteneva solo quattro brani e come apripista fu scelta la canzone Baby I Love You, che entrò nelle classifiche di vari paesi di lingua inglese e veniva abitualmente suonata da Dave Mancuso al "The Loft" di New York.
L'anno dopo uscì Fear, che riuscì a ripetere il grande successo del primo album. Risale al 1980 l'ultima incisione, Casanova.

## Formazione
Inizialmente il gruppo Easy Going era composto da Paolo Micioni e due ballerini: Francesco Bonanno, DJ del "Mais" e Ottavio Siniscalchi, tecnico luci e DJ del citato locale, anch'esso a Roma; nel terzo album a Micioni subentrò Russell Russell, come ballerino e cantante ufficiale. Nei primi due album per il canto si usavano anche alcuni turnisti, fra i quali Ivana Spagna, Tiziana Rivale e lo stesso Claudio Simonetti, del quale fra l'altro è la voce camuffata elettronicamente della prima hit Baby I Love You.

## Scioglimento
In un'intervista video Russell ha affermato che la fine degli "Easy Going" fu dovuta all'autore televisivo Gianni Boncompagni, che lo invitò come protagonista del programma Sotto le stelle, per il quale dovette abbandonare la sua immagine a suo dire "trasgressiva" non adatta per un pubblico medio televisivo.

## Discografia

### Album
- Easy Going (1978)
- Fear (1979)
- Casanova (1980)
- The Best Of Easy Going (1983)

### Singoli
- Baby I Love You/Little Fairy (1978)
- Baby I Love You/Suzie Q (1979)
- Suzie Q/Do It Again (1979)
- Gay Time latin lover/Shine (1980)
- Fear/I Strip You (1980)
- Baby I Love You/Fear (1980)
- Casanova/Every Day, Every Night (1980)
- Fear (Meadley) (1980)
- I Strip You/I Strip You (instrumental) (1980)
- Go Away Little Girl/Go Away Little Girl (Instrumental) (1982)